# Partido Baath Árabe Socialista Democrático
O Partido Ba'ath Árabe Socialista Democrático (em árabe: حزب البعث الديمقراطي العربي الاشتراكي Hizb Al-Ba'ath Al-Dimuqratiy Al-'Arabi al-Ishtiraki; em francês: Parti Baath arabe socialiste démocratique) é um partido político ilegal da Síria.
De ideologia baath, o partido foi fundado em 1970 e  é liderado por Ibrahim Makhous, ex-ministro das Relações Exteriores da Síria. É um remanescente da facção de esquerda de Salah Jadid do Partido Baath. O partido tem a sua sede em Paris, na França e se juntou à coligação da oposição síria da União Democrática Nacional em 1981. 

## Ideologia
Ao contrário do baathismo histórico que defende o controlo político baathista do Estado, o Partido Ba'ath Árabe Socialista Democrático apoia o pluralismo democrático. O partido defende a implementação de leis que consagram liberdade de expressão, reunião e igualdade de oportunidades que, embora incluídas na constituição, não são cumpridas. O partido também apoia o conceito de luta de classes.

## Guerra Civil Síria
O Partido Baath Árabe Socialista Democrático juntou-se ao Comitê Nacional de Coordenação para a Mudança Democrática após o início da Guerra Civil da Síria e defendeu o diálogo com o governo para assegurar a transferência do poder ao rejeitar a intervenção militar externa e o armamento da oposição . O partido também apoiou o plano de paz de Kofi Annan. O partido também tem representação no Conselho Democrático Sírio (a ala política das Forças Democráticas Sírias) como parte da Assembleia para a Democracia e da Esquerda na Síria. 